# Dúné
Dúné är ett danskt rockband bildat 2001.

## Biografi
Bandet bildades i Skive i  Danmark 2001 under namnet The Black Headed Gulls. 
Dúné släppte sin första EP 2004. 
Bandets senaste album Wild Hearts släpptes 2013.
Dokumentären om Dúné hade premiärvisning på de danska biograferna den 12 november 2009. Filmen är regisserad av Uffe Truust. Dokumentären heter "Stages" och beskriver bandet under perioden 2007–2009.
I augusti 2018 upplöstes bandet efter 17,5 år.

## Medlemmar

### Senaste medlemmar
- Matt Kolstrup (sång)
- Ole Bjórn (keyboard)
- Piotrek Wasilewski (elbas)

### Tidigare medlemmar
- Cecilie Dyrberg
- Malte Aarup-Sørensen
- Simon Troelsgaard
- Danny Jungslund (gitarr)

## Diskografi
- 2007 – We Are In There You Are Out Here
- 2009 – Enter Metropolis
- 2013 – Wild Hearts
- 2016 – Delta

## Dokumentärfilmer om bandet
- 2009 – Stages